# جوسيف سينجر
جوسيف سينجر (بالعبرية: יוסף זינגר‏) هو موسيقي إسرائيلي، ولد في 24 أغسطس 1923، وتوفي في 12 نوفمبر 2009.